# Emil Kalentun
Emil Kalentun, född den 2 oktober 2001, är en svensk innebandysspelare som spelar för Pixbo och svenska landslaget.
Kalentun har tagit tre SM-guld och har med det svenska landslaget vunnit guld i World Games år 2025.